# Arrondissement Yssingeaux
Das Arrondissement Yssingeaux ist ein Verwaltungsbezirk im Département Haute-Loire in der französischen Region Auvergne-Rhône-Alpes. Hauptort (Unterpräfektur) ist Yssingeaux.

## Geschichte
Am 4. März 1790 wurde mit der Gründung des Départements Haute-Loire auch ein District d’Yssingeaux gegründet, der im Wesentlichen mit dem heutigen Arrondissement übereinstimmte. Der Distrikt wurde mit der Gründung der Arrondissements am 17. Februar 1800 in das neue Arrondissement Yssingeaux überführt.
Vom 10. September 1926 bis 1. Juni 1942 gehörte das vorübergehend aufgelöste Arrondissement zum Arrondissement Le Puy-en-Velay.

## Geographie
Das Arrondissement grenzt im Norden an die Arrondissements Montbrison und Saint-Étienne im Département Loire, im Südosten an das Arrondissement Tournon-sur-Rhône im Département Ardèche und im Süden und Westen an das Arrondissement Le Puy-en-Velay.

## Wahlkreise
Im Arrondissement liegen acht Wahlkreise (Kantone):
- Kanton Aurec-sur-Loire
- Kanton Bas-en-Basset
- Kanton Boutières
- Kanton Deux Rivières et Vallées
- Kanton Mézenc (mit zwei von 21 Gemeinden)
- Kanton Monistrol-sur-Loire
- Kanton Plateau du Haut-Velay granitique (mit einer von 26 Gemeinden)
- Kanton Yssingeaux

## Gemeinden
Die Gemeinden des Arrondissements Yssingeaux sind:
| 1. Araules (43007)                 | 2. Aurec-sur-Loire (43012)           | 3. Bas-en-Basset (43020)            | 4. Beaux (43024)                     |
| 5. Beauzac (43025)                 | 6. Bessamorel (43028)                | 7. Boisset (43034)                  | 8. Le Chambon-sur-Lignon (43051)     |
| 9. La Chapelle-d’Aurec (43058)     | 10. Chenereilles (43069)             | 11. Dunières (43087)                | 12. Grazac (43102)                   |
| 13. Lapte (43114)                  | 14. Malvalette (43127)               | 15. Le Mas-de-Tence (43129)         | 16. Mazet-Saint-Voy (43130)          |
| 17. Monistrol-sur-Loire (43137)    | 18. Montfaucon-en-Velay (43141)      | 19. Montregard (43142)              | 20. Pont-Salomon (43153)             |
| 21. Raucoules (43159)              | 22. Retournac (43162)                | 23. Riotord (43163)                 | 24. Saint-André-de-Chalencon (43166) |
| 25. Saint-Bonnet-le-Froid (43172)  | 26. Saint-Didier-en-Velay (43177)    | 27. Saint-Ferréol-d’Auroure (43184) | 28. Saint-Jeures (43199)             |
| 29. Saint-Julien-du-Pinet (43203)  | 30. Saint-Julien-Molhesabate (43204) | 31. Saint-Just-Malmont (43205)      | 32. Saint-Maurice-de-Lignon (43211)  |
| 33. Saint-Pal-de-Chalencon (43212) | 34. Saint-Pal-de-Mons (43213)        | 35. Saint-Romain-Lachalm (43223)    | 36. Saint-Victor-Malescours (43227)  |
| 37. Sainte-Sigolène (43224)        | 38. La Séauve-sur-Semène (43236)     | 39. Solignac-sous-Roche (43240)     | 40. Tence (43244)                    |
| 41. Tiranges (43246)               | 42. Valprivas (43249)                | 43. Les Villettes (43265)           | 44. Yssingeaux (43268)               |

Die Gemeinde Monistrol-sur-Loire ist mit 8874 Einwohnern die größte des Arrondissements, gefolgt vom Hauptort Yssingeaux (7380 Einwohner) und Sainte-Sigolène (6060 Einwohner, alle Stand 1. Januar 2022).